# Юр'ївський гідрологічний заказник

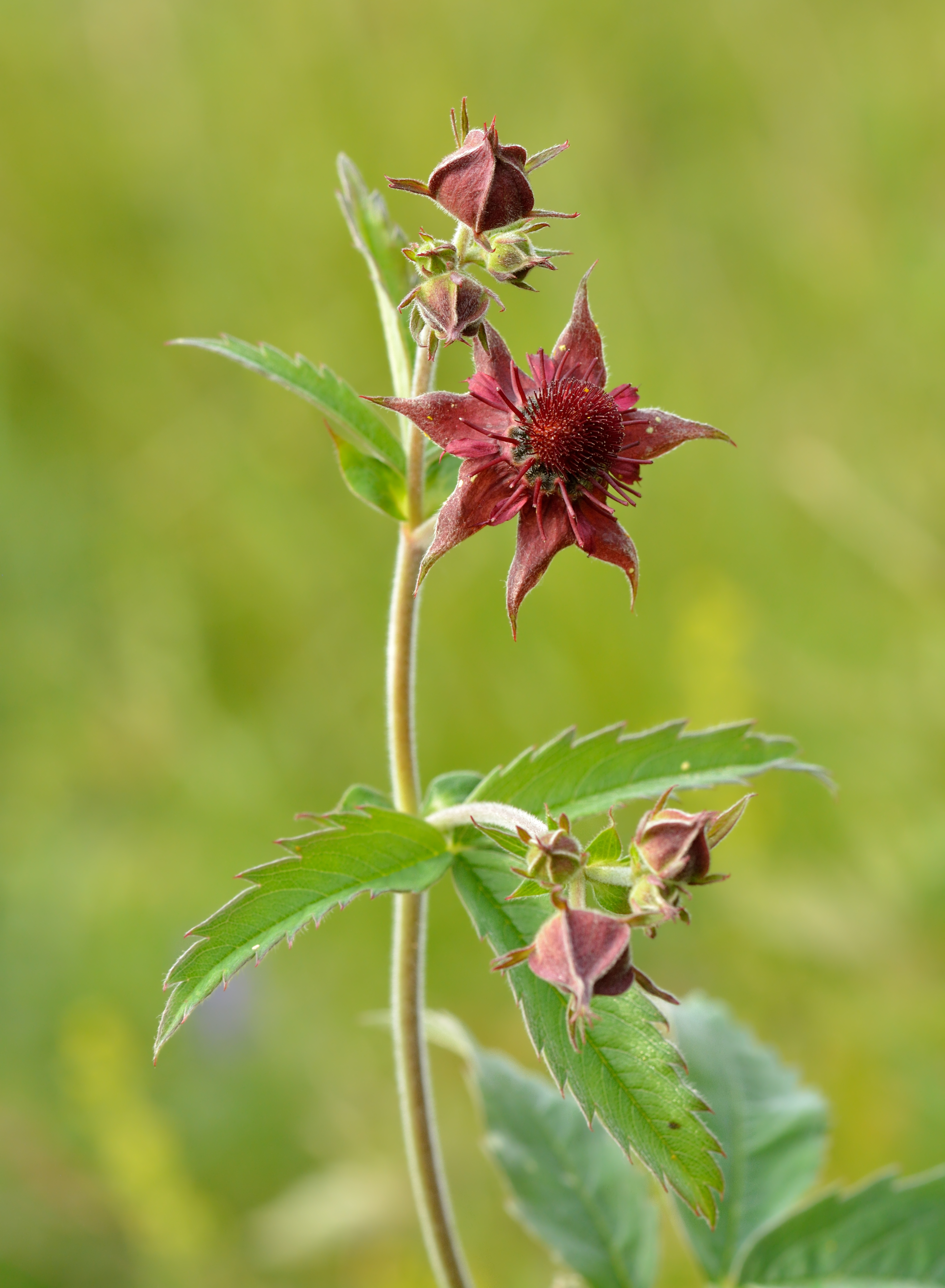
Вовче тіло болотне

Ю́р'ївський зака́зник — гідрологічний заказник місцевого значення в Україні. Розташований в Конотопському районі Сумської області, на схід від селаЛинове, на правобережній заплаві річки Горн. 
Площа 211 га. Статус присвоєно згідно з рішенням облвиконкому від 25.12.1979 року № 662. Перебуває у віданні ДП «Путивльський агролісгосп» (кв. 72, вид. 16-32, 34-37; кв. 73, вид. 8-24; кв.74, вид. 9-27).

## Флора
Територія заказника охоплює частину болотного асиву «Молче». Як і в Мовчанському заказнику, який розташований поруч, після припинення торфорозробок тут спостерігається відновлення природного стану рослинного і тваринного світу. Зарості чагарників займають більшу частину площі території Юр'ївського заказника. Очерет звичайний та рогіз широколистий утворюють густі зарості на обводнених зниженнях. Подекуди трапляються ділянки з осоками — омською, побережною, гостровидною та зрідка дернистою. На каналах зростають водно-болотні рослини: хвощ річковий, частуха звичайна тощо. Можна побачити вовче тіло болотне. Поверхню водойм вкривають зарості рясок малої та триборозенчастої. Між обводненими зниженнями трапляються кущі верби, серед яких переважає верба попеляста. Тут також зростають верба п'ятитичинкова та тритичинкова, зрідка трапляється верба мирзинолиста, що є рідкісним видом у Сумській області. Досить часто трапляються ділянки заболоченого лісу, де переважають деревні верби, насамперед верба біла.

## Фауна

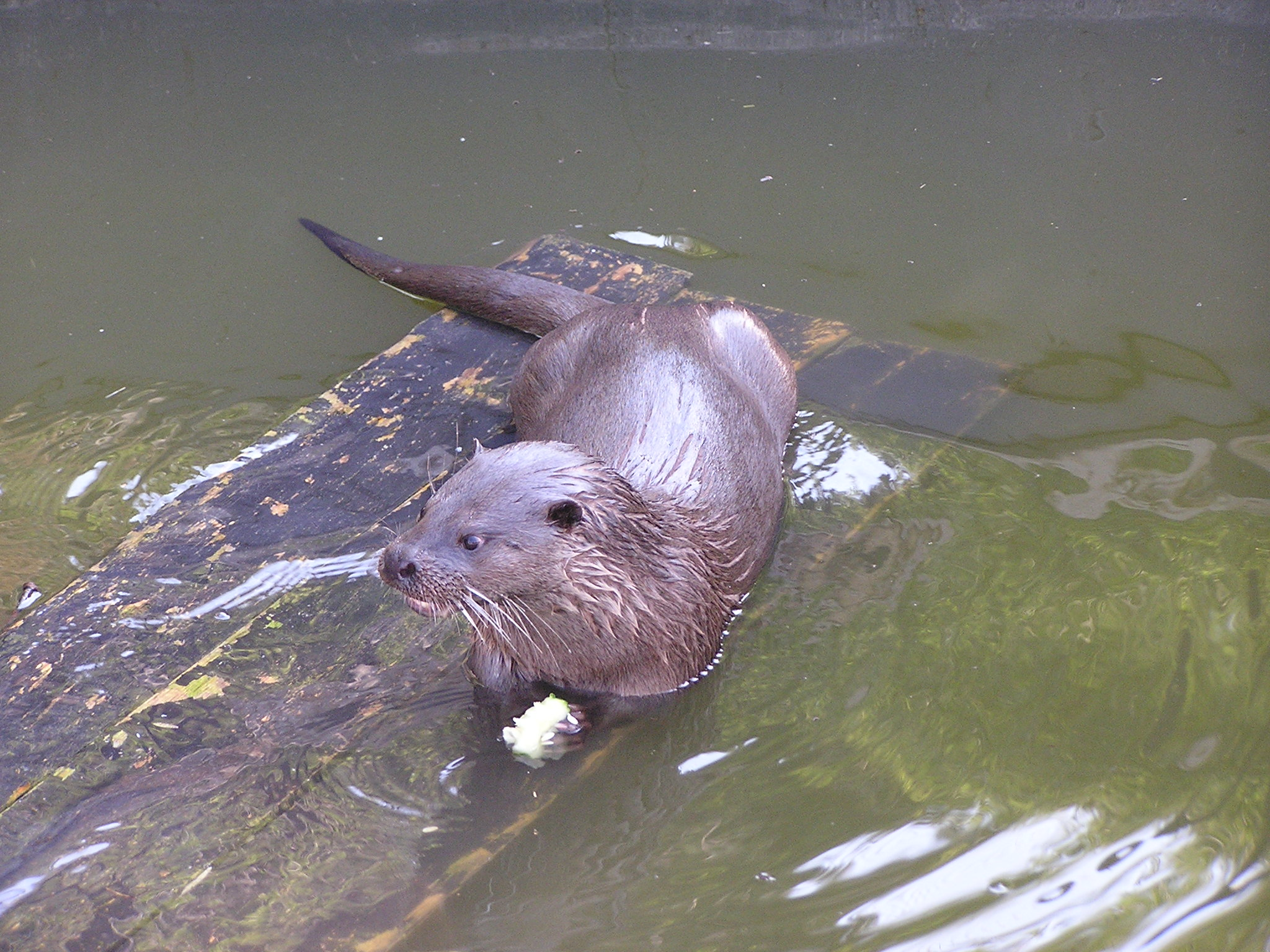
Видра річкова

Серед ссавців заказника два види занесені до Червоної книги України. Це горностай та видра річкова. Тут мешкає також бобер європейський. Звичайними мешканцями є дика свиня, сарна європейська, лисиця звичайна та заєць сірий.
Найбільш чисельними видами птахів є очеретянка лучна, синьошийка, вівсянка очеретяна та кобилочка звичайна. Трапляються лунь болотяний, бугай, крижень, курочка водяна, чекан луговий та деркач, занесений до Європейського Червоного списку. В чагарниках гніздяться вівсянка звичайна, соловей східний тощо.
З плазунів трапляється черепаха болотяна та вуж звичайний. Чисельними є жаба озерна та кумка червоночерева.